# 黃繼持
黃繼持（1938年—2002年），香港著名學者及文學評論家，尤其專長於魯迅與香港文學研究，曾任香港中文大學中國語文及文學系教授及系主任。

## 簡歷
黃繼持祖籍廣東中山，1938年生於香港，早年就讀皇仁書院，1961年以一級榮譽資格取得香港大學中文系學士學位。1965年香港大學文學碩士畢業，師從牟宗三，碩士論文題目為《性即理與心即理》。他曾赴英國倫敦大學和日本京都大學研究。
黃氏自1965年秋起任教於香港中文大學中文系，直至2000年退休。2002年2月黃氏因病辭世。
在八十至九十年代，黃氏曾參與出版文藝刊物《八方文藝叢刊》（簡稱《八方》）。溫健騮、古兆申（古蒼梧）和黃繼持三人曾以「尹肇池」為共同筆名發表作品，例如《中國新詩選：從五四運動到抗戰勝利》。
自1990年開始，黃繼持與鄭樹森及盧瑋鑾合作整理及編選由1927年至1969年的香港文學史料，作品包括：《香港文學資料冊（1948-1969）》、《香港文學大事年表（1948-1969）》、《香港小說選（1948-1969）》、《香港散文選（1948-1969）》、《香港新詩選（1948-1969）》、《早期香港新文學作品選（1927-1941）》、《早期香港新文學資料選（1927-1941）》、《國共內戰時期香港本地與南來文人作品選（1945-1949）》、《國共內戰時期香港文學資料選（1945-1949）》及《香港新文學年表（1950-1969）》。
黃氏畢生從事文學教育、編輯及研究工作，著作涵涉中國現代文學、香港文學、文學理論、中國美學等多個範疇，亦透過創辦文化刊物、擔任文學獎評判等工作，推動香港的文化發展。著作包括：《文學的傳統與現代》、《寄生草》、《追跡香港文學》、《現代化．現代性．現代文學》等，另編纂《魯迅卷》等書多種。

## 家庭
黃繼持於1972年與首任妻子杜婉華結婚。再娶妻子關秀瓊（筆名：余非）是美國星島中文台主持人，師生戀下兩人年齡差距27年。余非亦是香港親中陣營的作家，她因2015 年出版之《「佔中」透視》被控告誹謗。2021年3月29日，高等法院裁定余非一方敗訴並需賠償25萬元。

## 作品

### 著作
- 黃繼持（2017）：《中學生文學精讀：魯迅（增訂版）》。香港：三聯書店。ISBN 9789620441486 。
- 黃繼持（2003）：《現代化．現代性．現代文學》。香港：牛津大學出版社。ISBN 9780195957846 。
- 黃繼持（2006）：《魯迅．陳映真．朱光潛》。香港：牛津大學出版社。
- 黃繼持、盧瑋鑾、鄭樹森（1998）：《追跡香港文學》。香港：牛津大學出版社。ISBN 9780195900699 。
- 黃繼持（1993）：《香港文學主體性的發展》。香港：華漢文化事業公司。
- 黃繼持（1989）：《寄生草》。香港：三聯書店。
- 黃繼持（1988）：《文學的傳統與現代》。香港：華漢文化事業公司。
- 黃繼持（1965）：《性即理與心即理》。文學碩士論文，香港：香港大學。

### 編纂
- 鄭樹森、黃繼持、盧瑋鑾編（2000）：《香港新文學年表（1950-1969）》。香港：天地圖書。
- 鄭樹森、黃繼持、盧瑋鑾編（1999）：《國共內戰時期香港文學資料選（1945-1949）》。香港：天地圖書。
- 鄭樹森、黃繼持、盧瑋鑾編（1999）：《國共內戰時期香港本地與南來文人作品選（1945-1949）》。香港：天地圖書。
- 鄭樹森、黃繼持、盧瑋鑾編（1998）：《早期香港新文學資料選（1927-1941）》。香港：天地圖書。
- 黃繼持、盧瑋鑾、鄭樹森編（1998）：《早期香港新文學作品選（1927-1941）》。香港：天地圖書。
- 黃繼持、盧瑋鑾、鄭樹森編（1998）：《香港新詩選（1948-1969）》。香港：香港中文大學人文學科硏究所香港文化硏究計劃。
- 黃繼持、盧瑋鑾、鄭樹森編（1997）：《香港散文選（1948-1969）》。香港：香港中文大學人文學科硏究所香港文化硏究計劃。
- 黃繼持、盧瑋鑾、鄭樹森編（1997）：《香港小說選（1948-1969）》。香港：香港中文大學人文學科硏究所香港文化硏究計劃。
- 黃繼持、盧瑋鑾、鄭樹森編（1996）：《香港文學大事年表（1948-1969）》。香港：香港中文大學人文學科硏究所香港文化硏究計劃。ISBN  9789628133017 。
- 黃繼持、盧瑋鑾、鄭樹森編（1996）：《香港文學資料冊（1948-1969）》。香港：香港中文大學人文學科硏究所香港文化硏究計劃。
- 黃繼持編（1996）：《中學生文學精讀：魯迅》。香港：書林。ISBN 9789575866280 。
- 黃繼持編（1994, 2006）：《魯迅作品選》。香港：三聯書店。
- 黃繼持編（1994）：《魯迅著作選》。臺灣：商務印書館。ISBN 9789570510485 。
- 古蒼梧、黃繼持編（1987）：《溫健騮卷》。香港：三聯書店。ISBN 9620405684 。
- 盧瑋鑾、黃繼持編（1984）：《茅盾香港文輯（1938-1941）》。香港：廣角鏡出版社。